# 马克·阿莱格雷
马克·阿莱格雷（Marc Allégret，1900年12月22日—1973年11月3日）是法国编剧、摄影师和电影导演。

## 生平
马克·阿莱格雷出生于瑞士巴塞尔城市州巴塞尔，是伊夫·阿莱格雷的哥哥。马克接受教育，准备成为一名律师。阿莱格雷在15岁时，成为安德烈·纪德的情人，当时纪德已经47岁。后来，马克一度落入让·谷克多的魔咒之下。纪德担心后者会腐蚀他。马克的父亲，伊利·阿莱格雷,曾经接受纪德母亲的雇用，来辅导她的儿子，因为他在学校成绩不好，之后他们很快成为朋友。1895年，伊利成为纪德婚礼上的伴郎。
1927年，马克与纪德前往法属赤道非洲拍摄《刚果之行》以后，就选择电影作为自己的职业。他与纪德的恋情在旅行后就结束了，因为阿莱格雷发现在与刚果妇女性交之后，还是更喜欢女人。但是他们仍然是亲密的朋友，直到1951年纪德去世。他担任一段时间的助理导演之后，于1931年执导了他的第一部专题片Mam'zelle Nitouche,，次年他的电影《范妮》（1932年）广受好评。在漫长的职业生涯期间，他写了许多剧本，并执导了五十多部电影。
阿莱格雷发现和/或培养了许多演艺新人成为明星，包括蜜雪儿·摩根、让-保罗·贝尔蒙多、杰拉·菲利浦和罗杰·瓦迪姆，他后来成为他的助理导演。他于1973年去世，并安葬在凡尔赛的戈纳德人公墓。